# Älven – från fjällen till havet
Älven – från fjällen till havet is een compositie van Kurt Atterberg. Atterberg schreef dit symfonisch gedicht gedurende de maanden augustus tot en met oktober 1929 op verzoek van de voorloper van het Göteborg Symfonieorkest. Zij speelden dan ook de eerste uitvoering onder leiding van Tor Mann op 23 april 1929. 
Bedřich Smetana schreef ook een compositie over een rivier, in dit geval de Moldau. Dat maakte deel uit van Má Vlast (Mijn vaderland). Atterberg was niet zo nationalistisch, de aanduidingen van de delen is niet in het Zweeds maar in het Engels en Duits. 
Atterberg liet de rivier ("älven") muzikaal zien vanaf de bron in de bergen ("fjällen") tot aan het moment dat de rivier de zee ("havet") instroomt. Atterberg heeft geen aanwijzing achtergelaten, dat hij een speciale rivier op het oog had. Gedurende het werk zijn watervallen te horen, stroomversnellingen en uiteindelijk de brede stroom die de zee instroomt. In de partituur staat een aantal aanwijzingen:
- door bergen en bossen
- het grote meer
- de waterval
- de rustige brede stroom
- de haven
- uitzicht van de bergen over de zee
- op naar de zee.

Atterberg schreef het werk voor:
- 3 dwarsfluiten (III ook piccolo), 2 hobo's,  2 klarinetten, 2 fagotten
- 4 hoorns, 3 trompetten, 3 trombones, 2 tuba
- pauken, 3 man/vrouw percussie, 1 harp, orgel
- violen, altviolen, celli, contrabassen

## Discografie
- Uitgave CPO Records: Sinfonieorchester des Norddeutschen Rundfunks o.l.v. Ari Rasilainen